# Gerhard Klein
Gerhard Klein est un réalisateur et scénariste allemand né le 1er mai 1920 à Berlin et mort le 21 mai 1970 à Berlin-Est.

## Biographie
Dès la Seconde Guerre mondiale, ce fils de tourneur s'est intéressé en autodidacte au domaine du cinéma. Il fut arrêté deux fois en raison de son activité au sein de l'organisation de résistance du Parti communiste d'Allemagne (KPD). Après la fin de la guerre, il a été actif au sein du comité principal de la jeunesse du KPD et du service de la jeunesse de l'hôtel de ville de Berlin.
À partir de 1946, il commence à travailler pour la Deutsche Film AG (DEFA), d'abord comme scénariste de courts métrages, puis bientôt comme assistant réalisateur au studio DEFA pour les actualités et les documentaires. En 1952, Klein rejoint le studio DEFA pour les longs métrages. C'est à cette époque qu'il fait la connaissance de sa future épouse, l'écrivaine Rosel Klein (de).
Après un voyage d'études en Union soviétique, Klein a joué un rôle déterminant dans la création du studio de films pour enfants de la DEFA. Avec Alarme au cirque (de), il a marqué le modèle des films qui racontent le Berlin divisé à la manière d'un reportage. La police des mineurs intervient a révélé pour la première fois un problème de délinquance dans la partie est de la ville. Huit ans plus tard, lorsque Klein et son scénariste Wolfgang Kohlhaase voulurent poursuivre dans cette voie avec Berlin au tournant (de), la production fut interrompue.
Dans un autre genre, le film de contes de fées, Klein réussit avec Die Geschichte vom armen Hassan (de) (1958) un film qui — conçu comme une parabole — se distingue positivement de la longue série d'échecs de la production de films de contes de fées de la DEFA grâce à l'alliance d'un style documentaire et poétique et d'un caractère de pièce didactique.
Après L'Affaire Gleiwitz (de), dans lequel Klein reconstitue l'opération Himmler, il se consacre dans ses autres films à la description humoristique du quotidien de la RDA. De 1963 à 1967, Klein est député de la Chambre du peuple.
Klein tomba malade au printemps 1970 pendant le tournage du film Leichensache Zernik (de) et mourut peu après.
Son héritage écrit se trouve dans les archives de l'Académie des Arts à Berlin.
Sa tombe se trouve dans le cimetière forestier de Kleinmachnow.

## Filmographie
- 1950 : Für ein einiges, glückliches Vaterland (court métrage)
- 1951 : Aladin
- 1954 : Alarme au cirque (de)[2] (Alarm im Zirkus)
- 1956 : Une romance berlinoise[3] (Eine Berliner Romanze)
- 1957 : La police des mineurs intervient (Berlin – Ecke Schönhauser…)
- 1958 : Die Geschichte vom armen Hassan (de)
- 1961 : Ein Sommertag macht keine Liebe (de)
- 1961 : L'Affaire Gleiwitz (de)[4],[5] (Der Fall Gleiwitz)
- 1963 : Sonntagsfahrer (de)
- 1965 : Berlin au tournant (de)[6] (Berlin um die Ecke)
- 1972 : Leichensache Zernik (de)